# Conflitto interno in Birmania

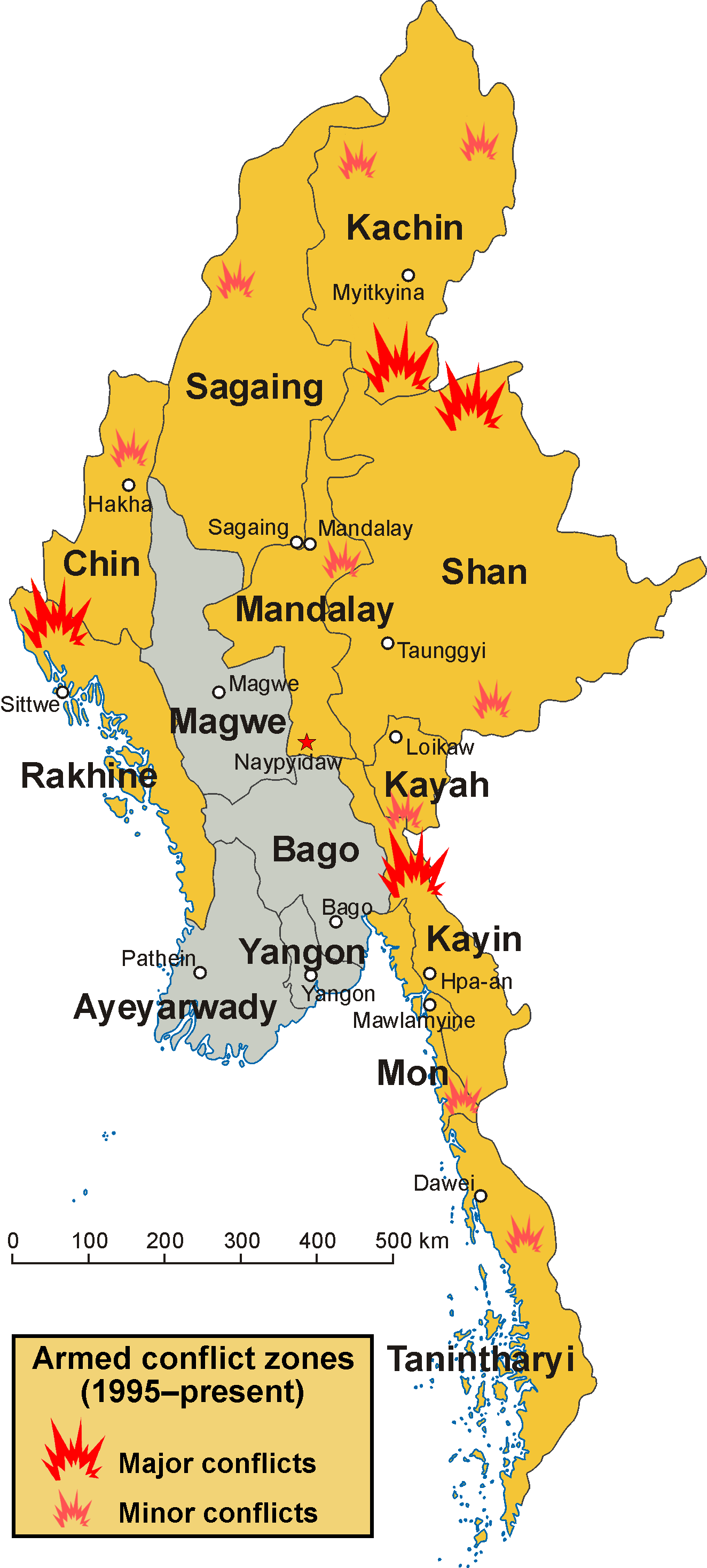
Zone di conflitto

Il conflitto interno in Birmania si riferisce ad una serie di conflitti etnici interni in Birmania che ebbero inizio poco dopo che il Paese, nel 1948, ottenne l'indipendenza dal Regno Unito. Il conflitto è indicato da molti manuali come il più lungo dei conflitti civili.

## Antefatti
Prima dell'ottenimento dell'indipendenza dal Regno Unito, diversi gruppi anti-coloniali della Birmania protestarono contro il governo britannico in tutto il paese. I gruppi divennero particolarmente influenti durante la seconda guerra mondiale quando l'Impero giapponese promise uno "stato birmano indipendente" (ristretto però allo status di stato fantoccio sotto il governo del Giappone) e ne nominò Ba Maw quale capo di stato. Durante questo periodo, gruppi di sinistra come il Partito Comunista della Birmania e altri gruppi armati iniziarono a farsi strada in opposizione a inglesi e giapponesi. Nel 1947, l'Accordi di Panglong venne raggiunto tra Aung San e i capi locali, nel tentativo di placare le ostilità; l'accordo non venne onorato dai governi successivi all'indipendenza, e con l'assassinio di Aung San aumentarono le tensioni.
Il 4 gennaio 1948, la Birmania ottenne l'indipendenza dal Regno Unito. I comunisti e le minoranze etniche nel paese erano insoddisfatte del nuovo governo formatosi, ritenendo di esserne stati esclusi. Ad esempio, venne evidenziato come molti ufficiali militari cristiani di etnia karen, originariamente nominati dagli inglesi, vennero rimpiazzati dai buddisti bamar dal nuovo parlamento. Tre mesi dopo l'ottenimento dell'indipendenza, i comunisti iniziarono ad insorgere militarmente contro il governo. Allo stesso modo i karen insorsero per la loro indipendenza.
Dai primi anni '60 del Novecento, il governo si rifiutò di adottare il sistema federale che era stato proposto da alcuni come soluzione per la fine del conflitto. Dai primi anni '80 il conflitto vide scomparire quasi completamente le motivazioni politiche, mentre i conflitti armati su base etnica rimasero.
Molti gruppi insurrezionisti hanno negoziato dei cessate il fuoco e addirittura delle paci col susseguirsi dei governi.

## Cronologia
Il conflitto viene generalmente diviso in tre parti: Le insurrezioni durante il periodo post-indipendenza sotto il governo parlamentare (1948–1962), le insurrezioni dopo il colpo di Stato del 1962 del governo socialista sotto il governo del generale Ne Win e del Partito Socialista della Birmania (1962–1988), e le insurrezioni durante l'era post guerra fredda, dapprima sotto l'amministrazione della dittatura militare (1988–2011) ed oggi sotto il governo democratico civile.

### Conflitti post-indipendenza (1948–1962)
A seguito dell'indipendenza dal Regno Unito, i due principali gruppi di opposizione nella Birmania erano i comunisti, guidati dal Partito Comunista della Birmania (PCB) ed i nazionalisti karen, guidati dall'Unione Nazionale Karen. Quest'ultimo esisteva già in precedenza ed aveva combattuto il precedente governo coloniale per ottenere l'indipendenza; ad ogni modo durante gli ultimi giorni dell'occupazione giapponese della Birmania nella seconda guerra mondiale, entrambi i gruppi sostennero gli inglesi contro l'esercito giapponese. Inizialmente, nel periodo di transizione dopo l'indipendenza, vi fu un periodo di calma, ma il 2 aprile 1948, il Partito Comunista Burmense sparò i primi colpi del conflitto a Paukkongyi, regione di Pegu (attuale regione di Bago).
Durante il periodo post-indipendenza, l'Unione Nazionale Karen sostenne la necessità della creazione di uno stato indipendente amministrato dal popolo Karen, nella Birmania meridionale. Da allora l'Unione Nazionale Karen ha focalizzato i propri sforzi dalla piena indipendenza ad una autonomia regionale, sulla base di un sistema federale per garantire la rappresentazione dei Karen al governo.

### Conflitto successivo al colpo di Stato (1962–1988)

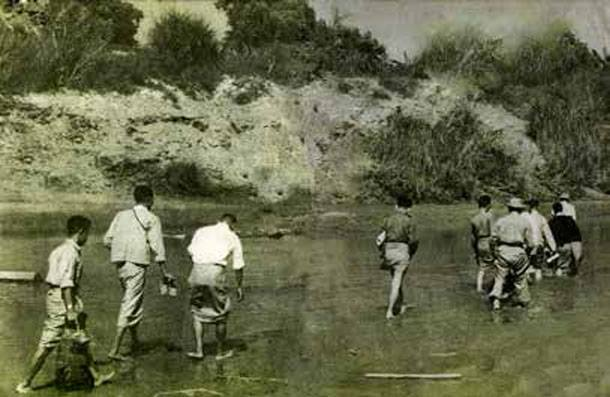
"They Go Back": insurrezionisti del Partito Comunista della Birmania si ritirano verso le loro basi dopo i falliti approcci pacifisti. (c. novembre 1963)

Dopo tre governi parlamentari inconcludenti nella Birmania, il Tatmadaw (forze armate della Birmania), guidato dal generale Ne Win, mise in atto un colpo di Stato nel 1962, che estromise il governo parlamentare e lo rimpiazzò con una giunta militare. Seguirono quindi sistematiche violazioni dei diritti dell'uomo, membri del governo precedente e membri di minoranze etniche vennero arrestati e incarcerati senza processo. In questo periodo si iniziarono a formare gruppi ribelli tra le minoranze etniche, come ad esempio l'Esercito per l'indipendenza Kachin, in risposta al rifiuto del governo di adottare una struttura federale per lo stato.
Nel 1967, dopo che la Cina aveva messo in atto la Rivoluzione Culturale, scoppiarono nuove rivolte tra i bamar locali ed i cinesi di Birmania, portando alle rivolte anti-cinesi a Rangoon (attuale Yangon) e in altre città. Molti birmano-cinesi furono uccisi, fatto che spinse il governo cinese ad appoggiare e ad aiutare a livello logistico il Partito Comunista della Birmania dal 1968.
Sia dopo il colpo di Stato che nel 1972, il generale Ne Win intavolò negoziati di pace con le forze di opposizione, ma entrambe le volte questi tentativi fallirono e vennero accantonati, anche per il rifiuto di Ne Win di adottare un sistema multipartitico. Dopo il fallimento dei negoziati, disertori del Tatmadaw e altri insurrezionisti tornarono alle loro basi. Alcune proprietà private vennero confiscate dal governo e nel 1974 la giunta militare fondò il Partito del Programma Socialista della Birmania con l'intento di governare il paese col sistema del partito unico. Sotto i 26 anni di dittatura del generale Ne Win, la Birmania divenne un "regno isolato" ed uno dei paesi meno sviluppati al mondo. Nel 1988, una serie di rivolte studentesche a livello nazionale portò il 23 luglio alle dimissioni di Ne Win da capo del partito. Al suo posto i militari scelsero come guida il generale Saw Maung, che fece reprimere nel sangue le rivolte e con il colpo di Stato del 18 settembre 1988 instaurò un nuovo regime con la giunta militare chiamata Consiglio di Stato per la Pace e lo Sviluppo.

### La rivolta 8888
L'8 agosto 1988, alcuni studenti iniziarono a dimostrare a Rangoon contro i militari e la disastrosa "via birmana al socialismo" instaurata dai militari nel paese. La protesta si diffuse ben presto nel paese intero e fu repressa nel sangue dalle forze dell'ordine. L'insurrezione terminò il 18 settembre 1988 con il colpo di Stato messo in atto dal Consiglio di Stato per la Pace e lo Sviluppo, il partito unico fu sciolto e il governo del primo ministro Tun Tin, in carica da pochi giorni, venne rimosso.
Le autorità nella Birmania indicarono un totale di 350 morti, mentre i gruppi anti-governativi ne indicarono migliaia. Secondo The Economist, furono più di 3 000 i dimostranti uccisi. Il nuovo governo si accordò per firmare trattati di pace separati con alcuni gruppi ribelli. L'insurrezione non aveva coinvolto direttamente i ribelli delle minoranze etniche. i cui diritti non trovarono spazio nelle riforme del nuovo governo, che nel corso degli anni novanta distrusse gran parte delle loro basi e fortezze.

### Conflitto post-guerra fredda (1988–oggi)
Nel 2006, il Tatmadaw condusse una potente offensiva militare contro l'Unione Nazionale Karen nello Stato Kayin con l'invio di quasi mezzo milione di soldati e l'allontanamento forzoso di migliaia di persone dai loro villaggi.
Nel 2011, il Tatmadaw lanciò un'offensiva dal nome in codice Operazione Perseveranza contro i ribelli dello Stato Shan. Durante l'offensiva, i territori catturati dal Tatmadaw erano in precedenza gestiti dall'Esercito dell'Alleanza Democratica Nazionale e dall'Esercito dello Stato Shan del Nord. L'offensiva fu in gran parte dovuta alla reazione di questi gruppi alla proposta del governo della politica "una nazione, un esercito".
Le forze governative attaccarono il quartier generale dell'Esercito per l'Indipendenza Kachin presso la città di Laiza il 19 novembre 2014, uccidendo almeno 22 insurrezionisti, secondo quanto riportato da fonti governative.
Tra il febbraio ed il maggio del 2015, le forze governative lanciarono diverse operazioni militari a Kokang, a nord dello Stato di Shan; questo venne fatto in risposta al tentativo dell'Esercito dell'Alleanza Democratica Nazionale del Myanmar di riprendere i territori perduti nel 2009.
Gli insurrezionisti dell'Esercito di Salvezza Arakan Rohingya attaccarono alcuni avamposti di frontiera burmesi lungo il confine col Bangladesh il 9 ottobre 2016, uccidendo nove ufficiali frontalieri. Gli scontri armati seguitarono sino all'11 ottobre 2016, quando quattro soldati del Tatmadaw vennero uccisi dagli insorti. Il 25 agosto 2017, venne lanciato un secondo attacco su vasta scala contro 24 avamposti di polizia e contro il 552º battaglione di fanteria leggera nella sua base a nord dello Stato di Rakhine. 71 persone rimasero uccise negli scontri armati.
Il 3 maggio 2021, un gruppo di ribelli abbatte un elicottero Mil Mi-8 dell'Esercito birmano in diversi scontri nello stato del Kachin.

## Fronti principali del conflitto

### Stato Kachin

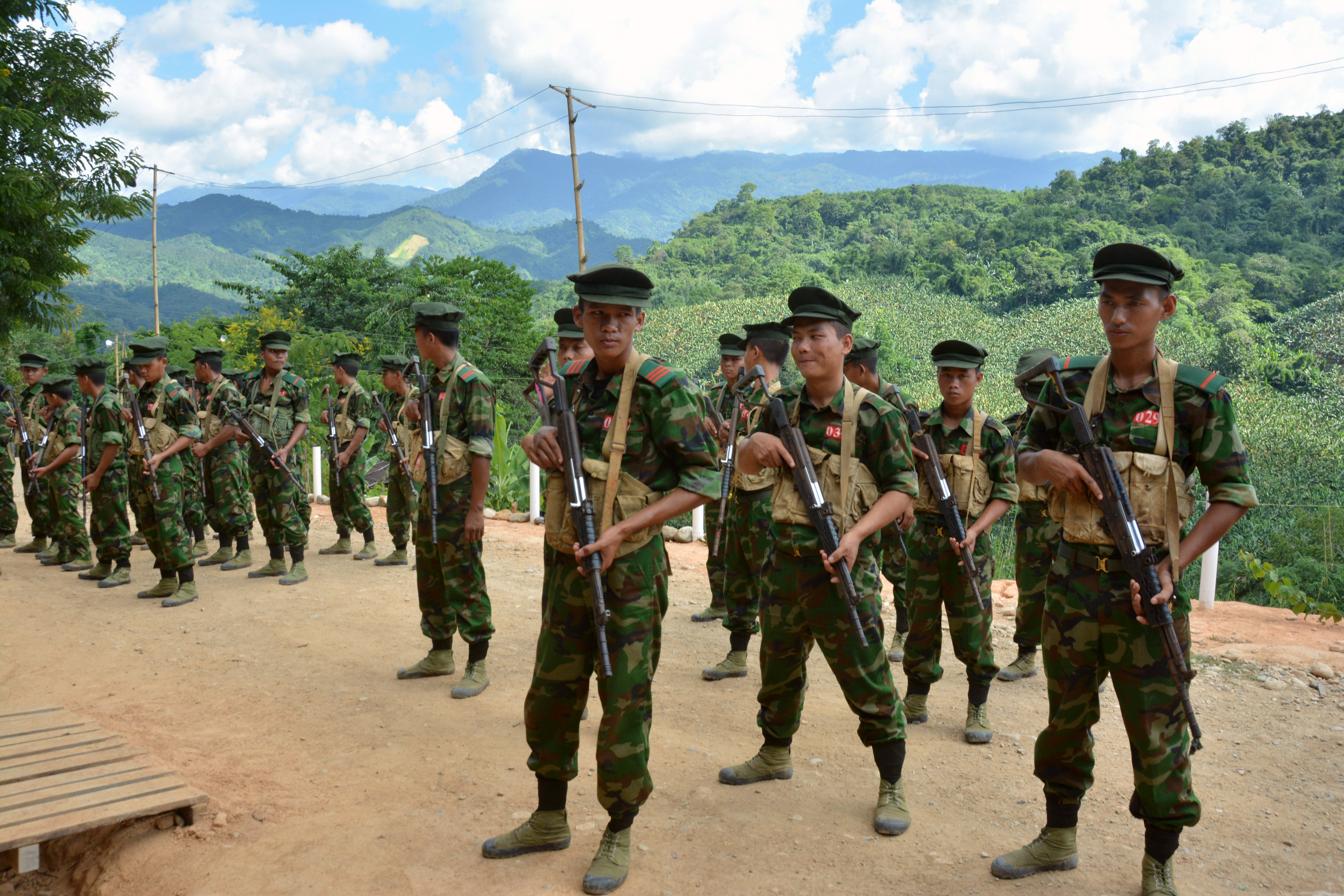
Cadetti dell'Esercito dell'Indipendenza Kachin si preparano nel quartier generale del gruppo presso Laiza.

Il popolo kachin sono la principale minoranza etnica del Myanmar ed abita prevalentemente la regione montuosa delle Colline Kachin nello Stato di Kachin. Da quando il Myanmar ha ottenuto l'indipendenza, combattono per l'indipendenza del loro popolo, anche se con una forza minore di altre minoranze etniche come i karen. I soldati Kachin in precedenza costituivano una parte significativa dell'esercito nazionale; ad ogni modo, dopo che il regime del generale Ne Win prese il potere dopo il colpo di Stato del 1962, molti soldati Kachin decisero di abbandonare l'esercito e si riorganizzarono insieme agli altri insorgenti nell'Esercito per l'Indipendenza Kachin diretto dall'Organizzazione per l'Indipendenza del Kachin. A complicare le cose, si sono posti problemi religiosi perché la maggior parte dei Kachin sono storicamente cristiani, mentre la maggior parte dei Bamar sono buddisti.
Diversi cessate il fuoco sono stati firmati col governo come quello del 1994 che perdurò per 17 anni sino al giugno del 2011 quando le forze governative attaccarono le posizioni dell'Esercito per l'Indipendenza Kachin presso il fiume Taping, ad est di Bhamo, stato di Kachin.
Nel solo 2012, i combattimenti tra l'Esercito per l'Indipendenza Kachin ed il governo portarono a 2500 morti (tra civili e militari); 211 furono i soldati governativi morti. Le violenze portarono all'abbandono dei propri villaggi (364 in tutto) da parte di 100 000 civili.

### Stato di Kayah
Il principale dei gruppi insorgenti nello Stato di Kayah (già Stato di Karenni) è l'Esercito Karenni, il cui obiettivo in passato era quello di ottenere l'indipendenza e l'autodeterminazione per il popolo Karenni.
Il gruppo ha inoltre contestato il governo per l'eccessivo sfruttamento dell risorse naturali della regione, la vendita forzata di prodotti agricoli locali a basso prezzo, estorsioni e corruzione delle autorità locali, lavoro forzato, ricollocamento forzoso di interi villaggi o aziende agricole, la distruzione di case, posizionamento di mine in aree civili, torture, stupri, uccisioni extragiudiziali, incendi, espropriazioni di cibo e derrate alimentari, arresti senza accuse. L'esercito Karenni è attualmente guidato dal generale Bee Htoo, e ha tra i 500 e i 1 500 effettivi.

### Stato di Kayin

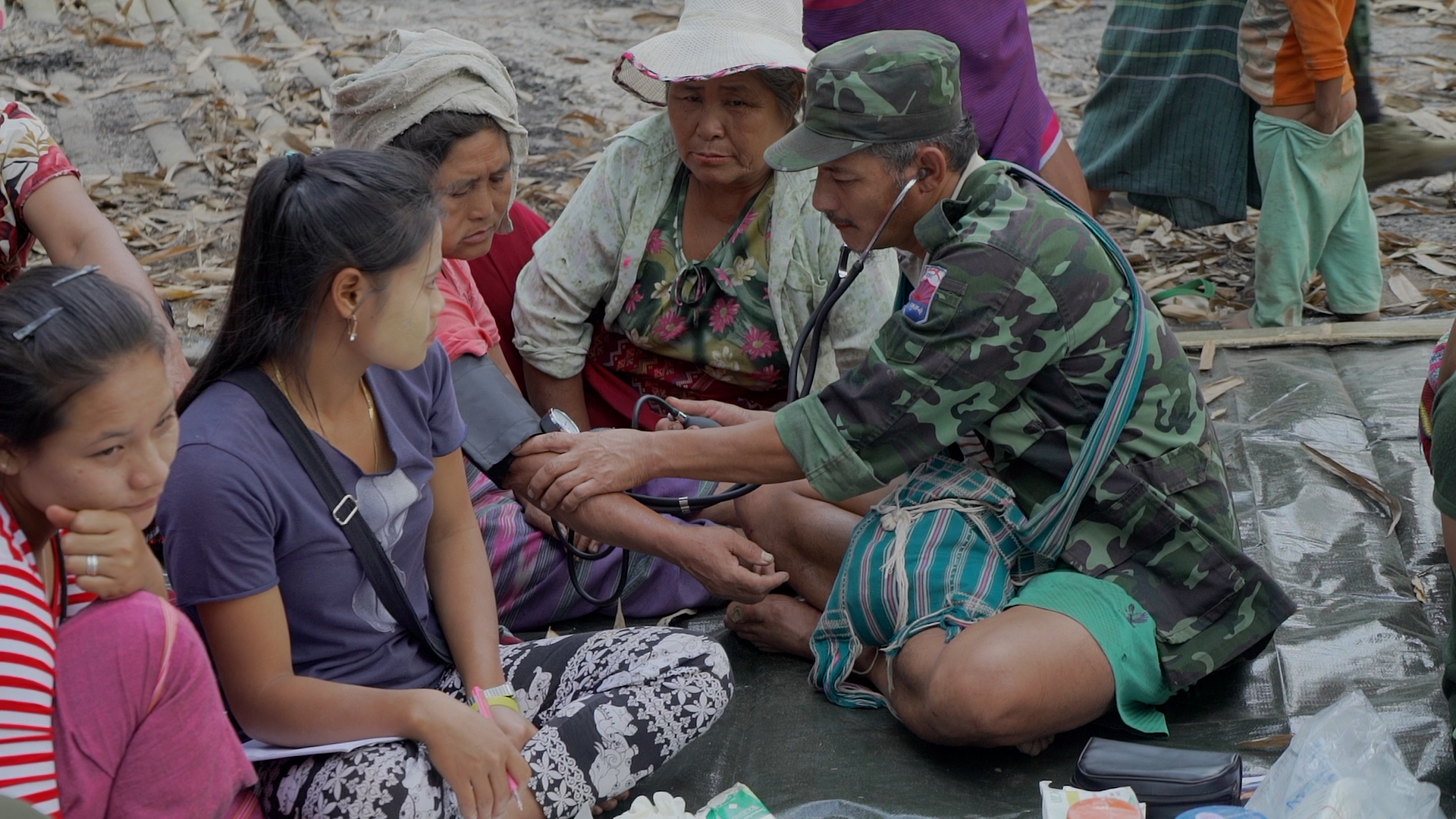
Un medico dell'esercito del Kayin in azione sul capo nel distretto di Hpapun, nello Stato di Kayin.

Il popolo karen dello Stato di Kayin (già Stato di Karen) nel Myanmar orientale è il terzo più grande gruppo etnico del Myanmar, che compone circa il 7% della popolazione totale del paese. Gli insurrezionisti Karen hanno combattuto per l'indipendenza e la loro autodeterminazione dal 1949. Nel 1949, il comandante in capo del Tatmadaw, il generale Smith Dun, un Karen, venne licenziato proprio per l'insorgere dei gruppi Karen a cui etnicamente apparteneva, fatto che portò ad ulteriori tensioni. Venne rimpiazzato da Ne Win, un Bamar nazionalista che divenne poi il dittatore del Myanmar.
Il governo del Myanmar è stato accusato dai Karen di aver utilizzato la tattica della "terra bruciata" nei confronti dei civili dell'area in passato, l'incendio di interi villaggi, del posizionamento di mine antiuomo, dell'uso dei civili nel lavoro forzato, di assassini e di stupri. Queste tattiche, secondo quanto riportato da DLA Piper, sarebbero assimilabili alla pulizia etnica. Il governo, ad ogni modo, ha negato tali accuse.
L'iniziale intento degli insorgenti era quello di ottenere l'indipendenza per il popolo Karen. Dal 1976 è prevalsa un'idea federale per lo stato, con una rappresentanza dei Karen ed una loro autodeterminazione. Tutte le richieste sono state ignorate o negate dal succedersi dei governi, contribuendo a bloccare ogni tentativo di pace.
Nel 1995, il quartier generale principale e la base operativa del gruppo vennero distrutti in gran parte dalle forze del governo, costringendo tutti i militari Karen a spostarsi nella giungla dello Stato di Kayin. Da quell'anno, di fronte ad una simile azione, il governo thailandese ha garantito il proprio supporto agli insorti.
Il 15 ottobre 2015 è stato siglato un nuovo accordo di cessate il fuoco col governo del Myanmar. Nel marzo del 2018, il governo del Myanmar ha violato questo accordo inviando 400 soldati nel territorio amministrato dai Karen per costruire una strada per connettere due basi militari. Ne sono risultati ulteriori scontri nell'area del distretto di Hpapun. Il 17 maggio 2018, l'esercito del Myanmar si è accordato per "posticipare temporaneamente" il progetto della strada e ritirare le truppe dall'area.

### Stato di Rakhine

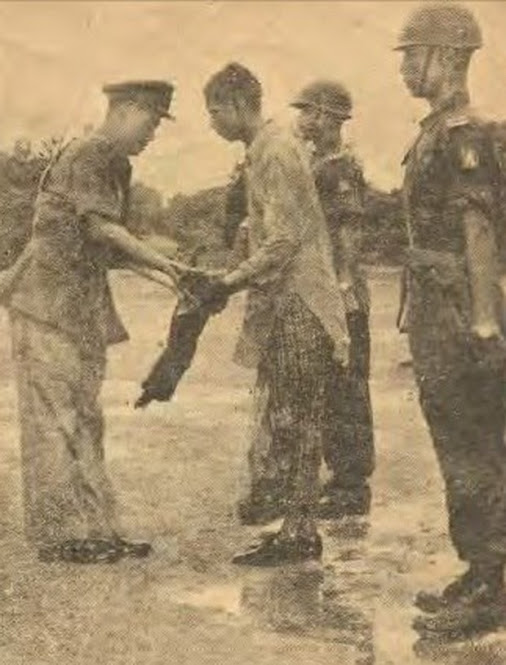
Un combattente del Rohingya si arrende al generale Aung Gyi, 4 luglio 1961.

I gruppi insurrezionisti del popolo Chin, Rakhine (precedentemente Arakanese) e del popolo Rohingya hanno combattuto contro il governo per la loro autodeterminazione nello Stato di Rakhine dagli anni '50 del Novecento.
I Rakhine, come l'Esercito Arakan e l'Esercito di Liberazione Arakan, hanno continuato le ostilità contro il governo centrale, anche se vi sono state rare violenze. L'Esercito Arakan, fondato nel 2009, è attualmente la più grande formazione militare con 1500–2500 uomini.
Gli insurrezionisti di etnia Rohingya hanno combattuto le forze governative dal 1948, aggiungendovi anche la violenza religiosa tra i Rohingya, prevalentemente musulmani, ed i Rakhin buddisti, alimentando ancora di più il conflitto. I diritti legali e politici del popolo Rohingya sono stati sottolineati nell'ambito del conflitto, con ondate di violenza come le rivolte dello stato di Rakhine del 2012 e le rivolte anti-musulmante in Myanmar nel 2013. Pur costituendo i tre quarti degli abitanti dello stato di Rakhine, i Rohingya sono stati spesso oggetto di attacchi religiosi. Dal momento che il governo non riconosce il popolo Rohingya come gruppo etnico ufficiale del Myanmar, i Rohingya hanno ben poche leggi a loro favore, per la tutela della loro identità.
Il 9 ottobre 2016, un gruppo non identificato di insorti attaccò tre avamposti burmesi lungo il confine col Bangladesh, dando inizio ad un nuovo conflitto armato a nord dello stato di Rakhine. Secondo i dati ufficiali del governo nel villaggio di confine di Maungdaw, gli attaccanti avrebbero saccheggiato molte dozzine di armi da fuoco e munizioni, oltre a coltelli e pugnali. L'attacco fece nove morti tra gli ufficiali frontalieri. L'11 ottobre 2016, quattro soldati del Tatmadaw vennero uccisi. L'attacco venne rivendicato una settimana dopo da un nuovo gruppo di insorti, l'Esercito della Salvezza di Arakan Rohingya.
Durante le prime ore del 25 agosto 2017, furono proprio i membri dell'Esercito della Salvezza di Arakan Rohingya a lanciare un attacco coordinato a 24 postazioni di polizia ed alla base del 552º battaglione di fanteria leggera, uccidendo dozzine di persone. Per tutta risposta, il Tatmadaw lanciò poco dopo una serie di "operazioni di purificazione" nel Rakhine del nord, con diverse critiche da parte della popolazione civile locale.

### Stato di Shan
Il popolo Shan sono il principale gruppo etnico dello Stato di Shan ed il secondo gruppo per grandezza dell'intero Myanmar. Nel 1947, l'Accordo di Panglong venne negoziato tra Aung San, uno dei padri fondatori del moderno Myanmar, ed i capi Shan, secondo il quale agli Shan sarebbe stato concesso dopo un decennio sotto il governo del Myanmar di decidere se rimanere a far parte dello stato o staccarsi. Anche questo accordo, ad ogni modo, non venne onorato a seguito dell'assassinio di Aung San. Il Tatmadaw diede inizio ad una forte militarizzazione dello stato tra la fine degli anni '40 e l'inizio degli anni '50 del Novecento, con accuse locali di tortura, furti, stupri, arresti senza processi e massacri nei villaggi. Il 21 maggio 1958 si creò quindi un movimento di resistenza guidato da Sao Noi e Saw Yanna.
L'Esercito dello stato di Shan del Sud contava alla sua costituzione su una forza compresa tra i 6000 e gli 8000 uomini ed era guidato da Yawd Serk sino alle sue dimissioni il 2 febbraio 2014. Le sue principali basi sono ancora oggi poste al confine tra Myanmar e Thailandia, ma il 2 dicembre 2011 è stato siglato un cessate il fuoco col governo centrale.
L'Esercito dell'Alleanza Democratica Nazionale del Myanmar è un gruppo di Kokang attivo nella Zona autoamministrata di Kokang nella parte settentrionale dello stato di Shan. Il gruppo ha siglato un accordo di cessate il fuoco col governo nel 1989, che è rimasto tale per due decenni sino al 2009 quando gli scontri si sono riaccesi. La violenza è esplosa anche nel 2015 e nel 2017.
Alla fine di novembre del 2016, l'Alleanza del Nord (composta da quattro gruppi di insorgenti: l'Esercito Arakan, l'Esercito per l'Indipendenza Kachin, l'Esercito dell'Alleanza Democratica Nazionale del Myanmar e l'Esercito della Liberazione Nazionale Ta'ang) attaccò alcuni villaggi di confine ed avamposti militari a nord dello stato di Shan. Gli insorgenti presero il villaggio di Mong Ko il 25 novembre 2016 e ne mantennero il controllo sino a quando non vennero costretti alla ritirata il 4 dicembre successivo per evitare perdite civili dopo la minaccia di un bombardamento aereo da parte dell'aviazione nazionale.

## Fattori politici
Prima dell'indipendenza, Aung San, considerato il padre fondatore del Myanmar, aveva convinto i locali capi Shan ad aderire alla sua idea di indipendenza e con loro, negoziò nel 1947 l'Accordo di Panglong. L'accordo divenne ben presto un modello perché garantiva l'autodeterminazione, la rappresentazione politica e l'eguaglianza economica tra i vari gruppi etnici. L'accordo dava anche la possibilità ai chin, ai kachin ed ai shan l'opzione di scegliere in un decennio se separarsi o meno dal Myanmar qualora il governo centrale non li avesse soddisfatti. Ad ogni modo, questo accordo non venne onorato dai governi che si susseguirono in Myanmar e questo fu tra le cause dei disordini che ancora oggi portano conflitti nello stato.
Alcuni gruppi combattono per la loro piena indipendenza e per il diritto all'autodeterminazione del loro popolo, gruppi come il Fronte Nazionale Chin e l'Unione Nazionale Karen combattono per un'autonomia regionale e per l'applicazione di un sistema federale al governo del Myanmar.
Durante la Rivolta 8888, Aung San Suu Kyi emerse come simbolo nazionale di democrazia dopo aver guidato il principale partito dell'opposizione, la Lega Nazionale della Democrazia. La giunta militare organizzò delle elezioni generali nel 1990 ed il partito di Aung San Suu Kyi ottenne la maggioranza dei voti. Ad ogni modo la giunta militare si rifiutò di riconoscere i risultati e pose invece Aung San Suu Kyi agli arresti domiciliari per i successivi 15 anni.
Nel 2007, centinaia di monaci buddisti protestarono contro il governo della giunta militare, invocando libere elezioni, più diritti alle minoranze ed il rilascio dei prigionieri politici nella cosiddetta Rivoluzione zafferano (dal colore delle vesti dei monaci). La protesta iniziò però come risposta all'aumento dei prezzi sul costo del gas naturale che erano stati raddoppiati, gravando pesantemente sui costi delle famiglie del Myanmar.
Nel 2011, il governo introdusse una nuova costituzione dopo le riforme politiche, e centinaia di prigionieri politici vennero rilasciati, tra cui Aung San Suu Kyi. Nel novembre del 2014, si tentarono degli emendamenti alla costituzione (ad esempio la clausola che rendeva Aung San Suu Kyi ineleggibile come presidente del Myanmar se il suo partito avesse vinto le elezioni). Questi emendamenti, ad ogni modo, vennero tutti rigettati.

## Violazione dei diritti dell'uomo
Il governo del Myanmar è stato in più occasioni ed a vario titolo accusato di aver applicato la tattica della "terra bruciata" contro i civili, in gran parte nello stato di Kayin, oltre che di danni e incendi ai villaggi, di aver utilizzato dei civili per i lavori forzati e per l'assassinio e lo stupro di diverse donne. Secondo DLA Piper, queste tecniche sono assimilabili a quelle della pulizia etnica.
Entrambe le parti, sia il governo che gli insorti, sono stati accusati di aver piazzato mine antiuomo che hanno causato notevoli danni tra morti e feriti alla popolazione civile. L'Unione Nazionale Karen (KNU) è stata accusata di aver creato dei campi minati in aree agricole, molte delle quali non sono state disarmate anche dopo la loro partenza. L'Unione Nazionale Karen non ha mai smentito la presenza di tali campi, ma ha detto che essi sono fondamentali per "scoraggiare le forze governative ad attaccare i civili". Ad ogni modo la maggior parte delle vittime di queste mine sono stati proprio i contadini locali. Inoltre le vittime sopravvissute dei campi minati devono necessariamente essere trasportate nell'area al confine tra il Myanmar e la Thailandia per adeguati trattamenti dal momento che gli ospedali locali non hanno fondi ed equipaggiamenti a sufficienza per poter sopperire a queste problematiche.
Entrambi i fronti sono stati accusati di utilizzare anche migliaia di bambini soldato, pur avendo aderito all'accordo con l'UNICEF nel 2012 per non utilizzare i bambini per scopi militari. L'Organizzazione internazionale del lavoro ha accusato entrambi i fronti di continuare ad utilizzare i bambini malgrado la firma degli accordi, con cifre che si aggirano attorno ai 340 per il governo del Myanmar tra il 2013 ed il 2014.

## Crisi dei rifugiati

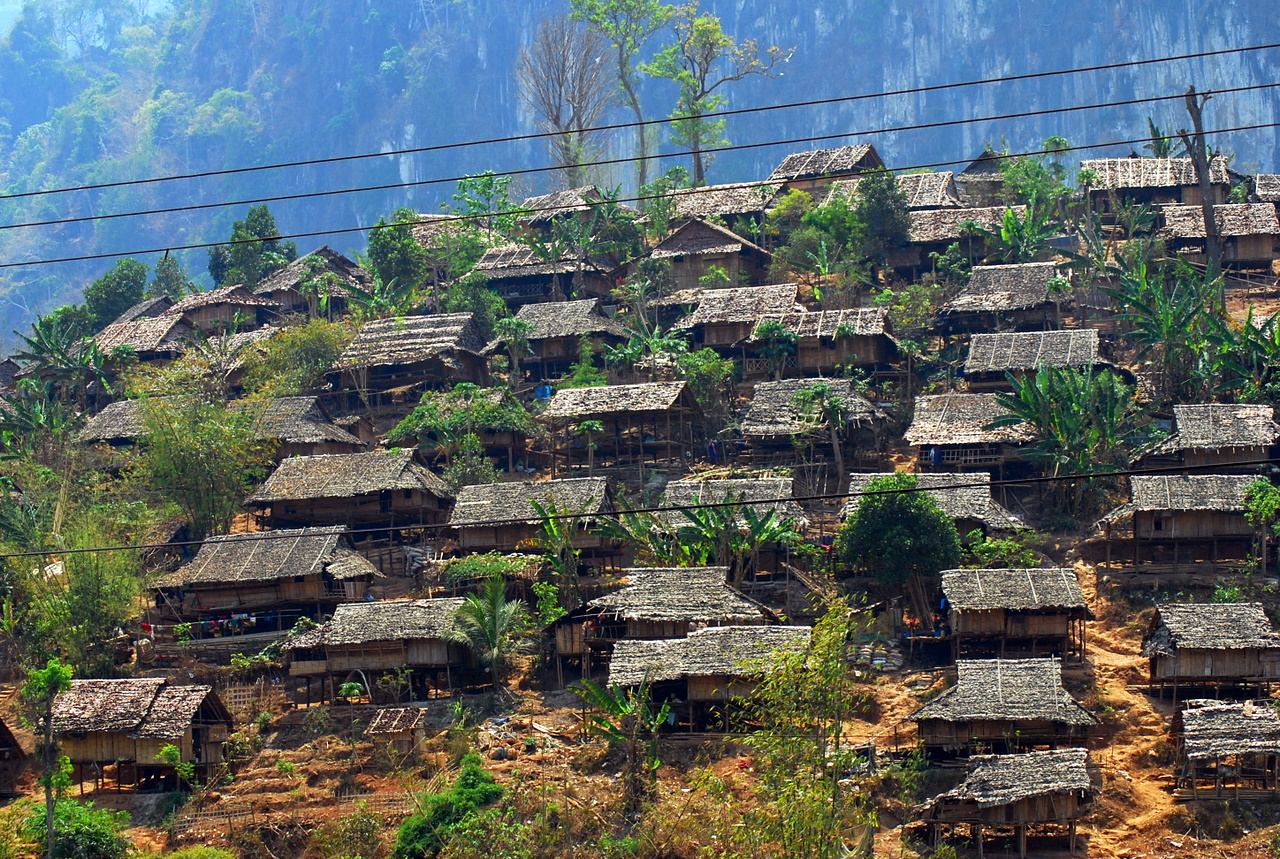
Il campo di Mae La nella provincia di Tak, in Thailandia, uno dei più grandi campi per rifugiati in Thailandia dove si trovano circa 70000 persone che chiedono asilo politico dal Myanmar.

Il conflitto ha portato anche alla presenza di molti rifugiati civili che, per la maggior parte, si sono portati in Thailandia. Le Nazioni Unite stimano che tra il 1996 ed il 2006 circa 1 000 000 di persone si sia dispersa nello stato del Myanmar, con più di 230 000 nell'area meridionale del paese e 128 000 al confine verso la Thailandia. Nell'agosto del 2007, circa 160 000 rifugiati si sono portati in Thailandia nelle province di Chiang Mai e Ratchaburi. Circa il 62% di questi sono di etnia karen. Le organizzazioni umanitarie come Medici senza frontiere si prodigano tuttora per assistere i rifugiati.
Moli civili hanno dovuto allontanarsi dalle loro aree di origine a causa delle confische del governo per progetti industriali. Per i medesimi propositi centinaia di aree rurali sono state svuotate per lo sfruttamento del suolo.
Nello Stato di Rakhine, vi sono attualmente circa 75 000 rifugiati di etnia Rohingya. L'UNICEF ha riportato che le condizioni di vita dei rifugiati Rohingya in questi campi sono "totalmente inadeguate" per la mancanza di servizi di base. Storicamente, la persecuzione degli indiani burmesi e di altre minoranze etniche in Myanmar dopo il colpo di Stato del 1962 ha portato alla fuga di quasi 300 000 persone. Nell'ottobre del 2017, si è stimato che in Bangladesh vi siano 947 000 rifugiati di etnia Rohingya. I Rohingya sono stati non a caso definiti una delle etnie più perseguitate al mondo

## Tentativi di cessate il fuoco
Sulla base delle nuove riforme costituzionali del 2011, sono stati realizzati una serie di accordi di cessate il fuoco con diversi gruppi di insurrezionisti. 14 dei 17 gruppi ribelli maggiori hanno siglato un accordo col governo. Secondo il Myanmar Peace Center, gli scontri hanno negli anni creato una vera e propria crisi umanitaria, soprattutto nella parte settentrionale dello stato. Tutti i 14 firmatari si sono rifatti agli accordi di Panglong del 1947, con garanzie di autodeterminazione, sistema federale di governo (autonomia regionale), libertà religiosa e riconoscimenti dei diritti delle minoranze etniche. Ad ogni modo, la nuova costituzione, ha solo poche clausole dedicate alle minoranze ed a loro diritti e, pertanto, il governo fa sempre più riferimento alla costituzione dello stato piuttosto che agli accordi di Panglong, per propria convenienza, mantenendo teso il filo delle discussioni. Ad ogni modo, gran parte dei negoziati tra ambo le parti si sono dimostrati negli ultimi anni "pacifici".
Il 31 marzo 2015, una bozza per un accordo nazionale di cessate il fuoco è stato definito tra i rappresentanti di 15 gruppi di insorti ed il governo nazionale del Myanmar. L'accordo finale, rivisitato ulteriormente e pubblicato il 15 ottobre 2015, è stato però firmato solo da 8 gruppi sui 15 iniziali. La firma è stata condotta alla presenza di osservatori e delegati delle Nazioni Unite, del Regno Unito, della Norvegia, del Giappone e degli Stati Uniti.

## Risposte internazionali
Le Nazioni Unite dal 1991 hanno adottato venticinque differenti risoluzioni riguardanti il governo del Myanmar, condannando la precedente giunta militare per la sua sistematica violazione dei diritti dell'uomo e la mancanza di libertà politica. Nel 2009 è stata richiesto alla giunta governante di prendere delle misure urgenti per porre fine alla violazione dei diritti internazionali dell'uomo.

## Supporto esterno
La Repubblica Popolare Cinese ha fornito supporto logistico al Partito Comunista della Birmania durante l'insurrezione comunista nel Myanmar, sulla base dell'ideologia marxista-leninista-maoista. Dopo il disarmo del 1988, la Cina venne accusata dal Myanmar di continuare a supportare invece i gruppi di insorgenti al confine, come ad esempio l'Esercito dello stato unito di Wa.
Nel 2016, la Cina ha ammesso di incoraggiare gruppi favorevoli alla politica cinese, ma solo per poter favorire la pacificazione del Myanmar. La Cina, a riprova della propria disponibilità, ha anche offerto la cifre di 3 000.000 di dollari per i negoziati. Ad ogni modo, il governo burmese ha espresso dei forti dubbi sul coinvolgimento della Cina nei processi di pacificazione per il suo legame con l'Alleanza del Nord e l'Esercito dello stato unito di Wa.
Il Pakistan dal 1948 al 1950 ha fornito aiuti ai mujaheddin nell'Arakan settentrionale (attuale stato di Rakhine). Nel 1950, il governo pakistano è intervenuto a favore dei musulmani presenti nel Myanmar dialogando con la propria controparte locale. In risposta, il primo ministro burmese U Nu ha immediatamente inviato un diplomatico musulmano, Pe Khin, a negoziare un memorandum. Il Pakistan a questo punto si è accordato col Myanmar per cessare il proprio sostegno ed arrestare i membri dei gruppi combattenti, dietro promessa della libertà per i musulmani. Nel 1954, il capo mujahid Mir Kassem venne arrestato dalle autorità pachistane ed altri suoi seguaci decisero di arrendersi alle autorità burmesi.
La Thailandia è sempre stato un sostenitore di gruppi insorgenti nel Myanmar, condannando le azioni compiute dalla giunta militare e fornendo armi e munizioni ai gruppi di confine. Ad ogni modo nel 1995, il governo thailandese ha posto in sicurezza il proprio confine con il Myanmar, ritenendo quindi di dover cessare ogni supporto a gruppi esterni, siglando quindi un accordo commerciale col Myanmar.
A partire dal 1951, gli Stati Uniti con la CIA hanno iniziato a sostenere alcuni gruppi militari per sostenere segretamente la lotta contro la Cina comunista dopo l'avanzata delle forze comuniste nella provincia di Yunnan. L'operazione Paper fu uno dei principali sostegni che gli Stati Uniti diedero ai combattenti sino al 1953.
Tra gli altri sostenitori si contano alcuni berretti verdi inglesi, la Legione straniera francese e lo Spetsnaz russo.